# قشلاق تولکیلوگل‌مرادی
قشلاق تولکیلوگل‌مرادی یک منطقهٔ مسکونی در ایران است که در استان اردبیل واقع شده‌است. براساس سرشماری مرکز آمار ایران در سال ۱۳۹۵، قشلاق تولکیلوگل‌مرادی ۴۰ نفر جمعیت دارد.